# Plateau Iranien
Le plateau Iranien ou plateau Aryen est une formation géologique importante située entre le Moyen-Orient et l'Asie centrale. Il est constitué de la partie de la plaque eurasiatique située entre la plaque arabique et la plaque indienne, et encadré par les monts Zagros à l'Ouest, la chaîne de l'Alborz et le Kopet-Dag au Nord, le détroit d'Ormuz et le golfe Persique au Sud et l'Hindou Kouch à l'Est.
Il couvre la majorité de l'Iran (environ les 2/3 du pays depuis les monts Zagros en allant vers l'est), toute la région de l'Azerbaïdjan, l'Afghanistan (principalement les parties occidentales et méridionales du pays), le Pakistan occidental (dans le Baloutchistan) ainsi que les parties méridionales et orientales du Turkménistan. Avec environ 3,7 millions de kilomètres carrés, sa forme est approximativement celle d'un quadrilatère dont les sommets seraient les villes de Tabriz (Iran), de Chiraz (Iran), Peshawar (Pakistan) et Quetta (Pakistan).
Bien qu'il soit désigné comme un plateau, sa topologie est loin d'être plane et il contient plusieurs chaînes de moyennes montagnes, dont le plus haut sommet est celui du mont Damavand (5610m) dans l'Alborz et la plus basse altitude celle du désert de Lut (Dasht-e Lut) (-300m).

## Histoire
Le plateau persan a joué un rôle important dans la préhistoire humaine, en tant que plaque tournante majeure pour la migration des premiers Homo sapiens hors d'Afrique. Il est également reconnu comme une région clé où la première lignée génétique divergente eurasienne basale a probablement existé, décrite comme une ascendance génétique d'Homo sapiens du Paléolithique supérieur sans mélange avec l'Homme de Néandertal, contrairement à d'autres lignées anciennes non-africaines.
Les restes de chasseurs-cueilleurs mésolithiques des monts Elbourz, dans le nord de l'Iran, révèlent des ancêtres principalement liés aux Eurasiens basaux. Les agriculteurs du Néolithique ancien (NE) de Ganj Dareh seraient les descendants de ces chasseurs-cueilleurs iraniens et seraient génétiquement apparentés aux chasseurs-cueilleurs du Caucase (en) (CHG). Ces groupes présentent des composantes génétiques distinctes de celles des agriculteurs néolithiques du Levant et d'Anatolie, ainsi que des chasseurs-cueilleurs européens.
Des recherches plus poussées ont révélé que les agriculteurs chalcolithiques du plateau iranien occidental et oriental (défini ici comme le territoire actuel de l'Iran) ont des ancêtres supplémentaires liés au Levant natoufien et au Néolithique précéramique en plus des agriculteurs néolithiques anatoliens. Ce cline préhistorique Est-Ouest de l'ascendance iranienne avec des ascendances autosomiques liées au Néolithique anatolien et au Levant a exercé une empreinte durable sur la population du plateau iranien jusqu'à la période historique. Malgré la présence d'une partie de la Route de la Soie dans la région, qui a facilité d'importants déplacements humains, un fort substrat néolithique iranien et CHG a persisté notamment dans le nord de l'Iran à l'époque prémédiévale.